# مفاعل تموز
مفاعل تموز أو مفاعل أوزيراك أو الأخوان تموز مفاعل نووي عراقي أُنشِئ بالتعاون مع فرنسا بإتفاقٍ بين الرئيسين صدام حسين وجاك شيراك عندما كان الأوّل نائباً لرئيس مجلس قيادة الثورة وكان الثاني رئيساً للحكومة الفرنسية.
دُمِرَ جزء من هذا المفاعل بقصفٍ جوي إسرائيلي في 7 حزيران 1981. وسُمِيَتْ العملية وقتها بعملية بابل المعروفة أيضًا باسم (عملية أوبرا). سبق ذلك غارة إيرانية غير مؤثرة وغير ناجحة خلال حرب الخليج الأولى.[بحاجة لمصدر]

## قرار الإنشاء
كان العراق عضواً في الوكالة الدولية للطاقة الذرية (IAEA) منذ عام 1959. حاول العراق منذ عام 1972 الحصول على محطة طاقة كهرو-نووية من فرنسا لتوليد الكهرباء نوع (UNGG) بسعة 515 ميغاوات (م.و.)، لكن الطلب رُفِضَ رسمياً عام 1974 بحججٍ كثيرة منها عدم السماح للشرق الأوسط المضطرب بأن يكون مركزاً لمحطاتٍ نوويةٍ ضخمة. ومع بداية عام 1971 حاول العراق كذلك مع الكنديين للحصول على محطةٍ نوويةٍ من نوع (CANDU-500a) بسعة 515 م.و. لكن طلبه رُفِضَ أيضًا عام 1974.[بحاجة لمصدر] كان البديل في حالة رفض الأطراف جميعها طلبات العراق هو اللّجوء إلى شركة نوكليبراس (بالبرتغالية: Nuclebras‏) البرازيلية الحكومية. كان العرض البرازيلي لعام 1975 هو لمحطة طاقة كهرو-نووية من نوع (Angra-PWR) بسعة 980 م.و. كانت خبرة هذه الشركة تجريبية محليّة ضمن محطات صغيرة، ولم تكن لديها خبرة في بناء محطات ضخمة، وهذا ما جعل العراقيين يترددون في إتمام العقد. في مطلع العام 1975، وافقت الرئاسة الفرنسية على بناء مفاعلين في العراق، ليكونا مشابهين تماماً لتلك الموجودة في مركز الأبحاث النووية التابع لهيئة الطاقة الذرية الفرنسية (CEA) وهما:
1. مفاعل رئيسي (OSIRIS): بسعة 40 م.و. قابل للتطوير حتّى إلى سعة 70MW وسُمِيَ نسبة إلى أوزيريس  إله البعث والحساب في الأساطير المصرية القديمة. يعمل هذا المفاعل بالماء الخفيف وأطلق عليه العراق (تموز 1).
2. مفاعل تدريبي (ISIS): بسعة 600 م.و. ويستعمل في فرنسا لتدريب العاملين على تشغيل المفاعل الرئيسي (OSIRIS) وأطلق عليه العراق (تموز 2).

أُعلِنَتْ الموافقة بتاريخ 3 آذار 1975 خلال زيارة رئيس الوزراء الفرنسي آنذاك شيراك إلى بغداد، ودعا شيراك نائب الرئيس العراقي آنذاك صدام حسين لزيارة فرنسا لإتمام الاتفاق. وصل صدام حسين إلى فرنسا بتاريخ 6 أيلول 1975، وفي اليوم التالي زار صدام حسين مع رئيس الوزراء الفرنسي شيراك المفاعلين في مدينة ساكليه (بالفرنسية: Saclay)‏ الفرنسية جنوب باريس لإكمال الصفقة. وُقِعَ عقد مفاعل تموز مع هيئة الطاقة الذرية الفرنسية في مركزها بمدينة ساكليه الفرنسية بتاريخ 17 تشرين الثاني 1975، وبعدها بيوم وقع العراق ملحقا مع الوكالة الدولية للطاقة الذرية (IAEA) لضمان الاستخدام السلمي لهما.

## العقد
تضمّن العقد مع فرنسا البنود التالية:
- تبلغ تكلفة الإنشاء 275 مليون دولار.
- بناء مفاعلين وملحقاتهما وتجهيزهما سنوياً باثنين وسبعين كيلو غرام من اليورانيوم 235 بتخصيب 93%.
- كلّ 40 يوم، يتمّ تبديل 13 كيلو غرام (أي 36 خلية وقود) بأخرى تأتي من فرنسا ولمدّة 24 شهر، وبعدها يلتزم العراق بتوريدها بنفسه.
- تدريب 15 عالماً عراقياً لإدارة وتشغيل المفاعل.
- البناء يبدأ خلال سنة من توقيع العقد.
- المقاول الرئيسي شركة (CNIM) لبناء القلب والمباني، والمشرف شركة (CARBAG) وثلاثة شركات أخرى ثانوية مع 1875 موظف.

## الإنشاء والعوائق
أنشئتْ مبان سكنية خاصة قريبة من موقع البناء لإسكان العمال سُمِيَتْ بعشتار للإسكان، على بعد 2.2 كيلو متر عن التويثة. بدأ البناء في شهر حزيران 1976. في محاولة لإعاقة المشروع، في السادس من نيسان 1979 قام سبعة من أفراد الموساد الإسرائيلي ضمن مجموعتين بزرع متفجرات في مخازن شركة (CNIM) في ميناء تولون الفرنسي لتدمير قلبي المفاعلين المُعدين للشحن إلى العراق، وهذا ما أدى إلى تأخّر إكمال البناء لحوالي سنة إلى أنْ تمّ تصليح الأضرار فيهما ومن ثمّ شحنهما إلى العراق. بسبب تلك الحادثة زار رئيس الوزراء الفرنسي آنذاك رايمون باغ العراق بتاريخ 9 تموز 1979 ليعرض على العراق تغيير الوقود المستخدم إلى نوعٍ جديد يُسمّى كاراميل طورته فرنسا بدرجة تخصيب 7.5%، وهو ما رفضه العراق بقوة باستخدام لهجةٍ قاسية مع رايمون باغ، وأصرَّ على عدم تغيير الوقود، فبقى الاتفاق على حاله.
تبع ذلك اغتيال عالمين نوويين في المشروع بطرقٍ مختلفة. اغتيل أحدهما (يحيى المشد) بطعنات سكين في فندق في باريس، بينما اغتيل الثاني بالسم. وتهديد الفرنسيين برسائلٍ بريدية؛ فتأخّر إكمال البناء بضعة أشهر أخرى حتّى الشهر الثاني من العام 1980. عندما انتهى البناء والتجهيز، كان طول بناية المفاعل 100 متر وارتفاعها 21 متر، بينما قطر قلب المفاعل 32 متر منه 15 متر تحت الأرض. في شهر 6 من عام 1980 شُحِنَت أوّل كمية وقود بزنة 13 كيلو للمفاعلين (أي 38 خلية وقود) من مفاعل كاداراش (بالفرنسية: Cadarache)‏ النووي الفرنسي إلى القاعدة القريبة منه ثمّ إلى مطار المثنى العسكري في بغداد لتوضع في مخزن الوقود.
مباشرةً بعد وصول الشحنة بدأت عملية تحميل الوقود للتموز 1 وبعدها بثلاثة أشهر حُمِلَ الوقود 'في تموز 2. عَلِمَتْ الموساد قبل سنة ونصف أنّ عملية التسليم والاستلام للمفاعلين (من الفرنسيين إلى العراقيين) ستجري في حزيران 1981 لتبدأ صفحة أخرى من الصراع.

## الغارة الإيرانية على مفاعل تموز
بتاريخ 27 تشرين الأول 1976 وقّعتْ إيران مع أمريكا على صفقةٍ لشراء 160 طائرة إف-16 (قابلة للزيادة إلى 300) على أن يبدأ التسليم من عام 1979 بواقع 4 طائرات شهرياً. في مفارقةٍ عجيبة؛ ففي نفس أسبوع التوقيع ابتدأ البناء في مفاعلي تموز، والمفارقة هنا هي أنّ ثمانٍ من هذه الطائرات هي مَنْ ستدمّر هذين المفاعلين ليس بكونها إيرانية بل إسرائيلية، حيث بعد نجاح الثورة الإسلامية في إيران عام 1979 قامتْ حكومة مهدي بازركان الإيرانية وقتها بإلغاء هذه الصفقة فأخذتها إسرائيل (الّتي كانتْ من المفترض أنْ تتسلّم مثلها إبتداءً من عام 1982) من أمريكا. بدأت عملية نقل الوقود إلى المفاعلين بطائرة فرنسية كل 40 يوماً بين مطار (Cadarache) الفرنسي ومطار المثنى العسكري في بغداد. وقد تابع الموساد الإسرائيلي العملية بدقة.
تحميل الوقود للمفاعلين يتمّ بعد ما بين 7~10 أيام من وقت وصول الشحنة بوزن 12.5 كيلو غرام لتموز1 و0.5 كيلوغرام لتموز 2 (بواقع 34 و2 خلية وقود على التوالي) والباقي احتياط ومن ثمّ إرجاع الوقود المُستعمل لمفاعل (Cadarache) لتخصيبه وهكذا.
بعد بدء حرب الخليج الأولى بتاريخ 22-9-1980 والّتي ستستمرّ لمدّة 8 سنوات في نفس يوم البدء (أي 22-9) اجتمعت عناصر من المخابرات الإيرانية بقاعدة همدان الجوية وهما كانا يعقدان اجتماعات دورية استمرّتْ حتّى 1983 بعضها يُعقد إمّا في قاعدة همدان الجوية غربي إيران أو في شقةٍ بالعاصمة الفرنسية باريس؛ إذ وثّقتها المخابرات الألمانية حيث كانت النصائح الرسمية بذلك الاجتماع المهم كالآتي:
- لتهزم نظام البعث، دمّر مفاعله ولا تلمس قلبي المفاعلين ولا اليورانيوم، أي فقط بنايات المفاعل والمختبرات والمكاتب والأهمّ غرف السيطرة للمفاعلين.
- استعمل طائرات الفانتوم F-4E فهي الأجدى مع المضادات SAM-6.
- تحتاج قنابل نوع Mark-82 أو mark-84 للقصف.
- الوزن المطلوب للتدمير لا يقلّ عن 4 طن من TNT (وزن حشوة القنابل الكلّي).
- الوزن المطلوب للتدمير لا يقلّ عن 4 طن TNT وزن حشوة القنابل الكلّي.

وفعلاً خلال يومين بدأتْ تدريبات الطيارين على الطيران المنخفض وبسرعة عالية ثمّ الارتفاع قبل مسافة 5 كيلومتر من المفاعل وحتّى 15 ألف قدم وبثلاثين ثانية وينتهي كلّ شيء حسب الخطة النهائية للإيرانيين.
أُخِذَتْ موافقة الجنرال جواد فخوري قائد القوة الجوية الإيرانية يوم 29-9-1980 وتمّت تحديد اليوم التالي للشروع بالعملية المسمّاة (شمشير سوزان) أي السيف المحروق وهي أوّل عملية قصف مفاعل جوية في التاريخ، عملية السيف المحروق بدأت صباح يوم 30-9-1980 بإقلاع 4 طائرات F-4E فانتوم مجهّزة كلٌ منها بست قنابل Mark-82 وصاروخين (جو-جو) من قاعدة همدان الجوية مع سرب الإرضاع، الإرضاع الجوي المكوّن من B707 وست طائرات إف-14 مرافقة لها حتّى الحدود مع محافظة ديالى ثمّ يتمّ الإرضاع لتدخل الحدود ولتنقسم لسربين (في كلّ سرب طائرتان) الأوّل لقصف محطة الدورة الحرارية والثاني لقصف المفاعلين حيث يقوم الأوّل بالارتفاع ليظهر على شاشات الرادار العراقية بأنّ هدفه العاصمة بغداد والثاني يطير بمستوى منخفض وبسرعة أعلى كي لا يتمّ كشفه. وكما مخطط له يصل الأوّل ويقصف محطة توليد الكهرباء ليتركّز جهد المقاومة الأرضي للرادارات والتعرّض الجوي للطائرات على وسط بغداد ويقلّ الضغط على منطقة جنوب بغداد لفسح المجال للسرب الثاني لإكمال العملية، وفعلاً وصلتْ الطائرتان للمفاعل وارتفعتا ثمّ أطلقتا اثنا عشر قنبلة عليه وبخمس ثواني لترجعا بعدها للارتفاع المنخفض الأوّلي ثمّ للحدود.
قنبلتان فقط من الإثني عشر قنبلة أصاب الهدف (أحداهن ضربت قسم المختبرات والثانية ضربت المعهد النووي)، بينما سقطت تسعة قنابل بالعراء ولم تنفجر قنبلة آخرى. أعلن العراق رسمياً أنّ الصهاينة هم مَنْ قاموا بالمهمّة؛ ظنّاً منه أنّ قنابل Mark-82 لا تملكها إيران، احتاج المفاعل لشهرين (أي حتّى شهر 11 من سنة 1980) لإصلاح الأضرار وكلّفت حينها 9 مليون فرانك فرنسي إضافية. وحسب وثائق المخابرات الألمانية فقد اعتبروا العملية غير مؤثرة وغير ناجحة بدرجة كبيرة. بعد إكمال تصليح الأضرار بالمفاعلين

## الغارة الإسرائيلية على مفاعلي تموز
عدد طائرات الصفقة الإيرانية المُلغاة من إف-16 الّتي وصلت إسرائيل منذ شهر 7 من عام 1980 كانت 24 طائرة ليُكَوّنوا بعدها السرب المخصص للهجوم على المفاعلين النوويين، تمّ التدريب بين قبرص وإسرائيل على نموذج أرضي تمّ بناؤه لمركز التويثة حسب الصور الجوية الإيرانية بقيادة الطيار (زيف راز) و (عاموس يدلين) وبمشاركة 21 طيار آخرين. العملية أخذت موافقة رئيس الوزراء أنذاك (مناحيم بيجن) ووزير دفاعه أنذاك (عيزر وايزمن) منذ عام 1980 وسُميَّت خلية العملية باسم (العهد الجديد) والقرار كان بتحديد يوم الأحد بعد الظهر من يوم 10-5-1981 كموعدٍ للعملية لكون يصادف أنّ 150 موظفاً فرنسياً في إجازة ذلك اليوم والمتواجدون هناك بين 1~2 فرد داخل المفاعل لكن العملية أُلغيَّت في آخر لحظة، وقتها كان (مناحيم بيجن) وزيراً للدفاع وكالةً. زار صدام حسين والملك حسين ملك الأردن منطقة المفاعل بالتويثة في 17-2-1981 ليريه الأوّل المركز النووي من أعلى السدّة. كان مركز الضعف الراداري العراقي هو في الجنوب وفي الجنوب الغربي للعراق بسبب المعارك مع إيران خلال حرب الخليج الأولى ونقل منظومات الدفاع الجوي لتغطي أجواء المعارك الفعّالة وهذا الضعف ظهر واضحاً خلال الغارة الإيرانية الشهيرة على قاعدة H3 في أقصى غرب العراق بتاريخ 4-4-1981، المخابرات الألمانية تيقنت أنّ الإسرائيليين تأكّدوا من نقطة الضعف هذه من خلال عمليتي إستطلاع على الحدود العراقية~السعودية واحدة خلال عام 1980 وأخرى قبل العملية بأربعة أشهر وكانت الإثنتان ناجحتين ودخلت أحداها الأراضي العراقية لمدّة 15 دقيقة وخرجت بدون مشاكل. تمّ تحديد يوم 7-6-1981 لتنفيذ العملية وسُميّت باسم (عملية أوبرا Opera) أو (عملية بابل Babylon) وكان سر موعد التنفيذ مقتصراً على (مناحيم بيجن) و (رفائيل إيتان) رئيس الأركان أنذاك وبقية أعضاء (العهد الجديد) ومنهم شارون وشامير وأيفري. زُوِدَتْ كلّ طائرة من 8 طائرات المهاجمة بقنبلتي Mark-84 وزن كل منها 925 كيلوغرام بوزن كلّي لكلّ الطائرات 7 طن TNT حشوة (وهو حوالي ضعفي ما نصحوا به الإيرانيين) وكانت الأوامر للطيارين بأنّ هذه الغارة تحدّد مستقبل الدولة العبرية وإذا فشلتْ أو أُسقِطَتْ طائراتكم فإستسلموا ولا تقاوموا وعند التحقيقات قولوا كلّ ما تعرفون عن كلّ شيء لأنّ بالحقيقة هو لا شيء، بدأتْ العملية بتجهيز الطائرات الثمان بثلاث خزّانات وقود لكل منها وبسربٍ من طائرات إف-15 لغرض الحماية، كان الإقلاع من قاعدة عتصيون الجوية العسكرية والّتي هي حالياً مطار طابا الدولي بالساعة 4:55 عصراً بتوقيت بغداد ثمّ التحرّك بموازاة الحدود السعودية~الأردنية إلى الحدود العراقية~السعودية وفيها تُرمى خزّانات الوقود الإضافية عند الساعة 5:50 مساءً بتوقيت بغداد وعندها تفتح الطائرات المساندة إف-15 راداراتها للمراقبة ثمّ تزيد الطائرات الثمان سرعتها وتُقلل إرتفاعها حتّى تصل لمنطقة المفاعلين وترتفع بشدّة لتلقي بقنابلها الـ16 عند الساعة 6:35 مساءً ومن ثمّ تعود بنفس الطريق إلى القاعدة عند الساعة 8:00 مساءً وهذا ما حدث بالضبط. وقتها كانت منظومات الدفاع الجوية مفعلة ومنظومات الصواريخ جاهزة وتمّ تدمير جزء من مبنى المفاعلين مع المختبر الحار وغرف السيطرة والمختبر الذرّي والمختبر الإيطالي والمعهد النووي من خلال ثمان قنابل أصابت أهدافها والثمان الأخرى أما لم تنفجر أو سقطوا في العراء، كانتْ مدّة الغارة 190 دقيقة منها 80 ثانية فوق مدينة بغداد. 

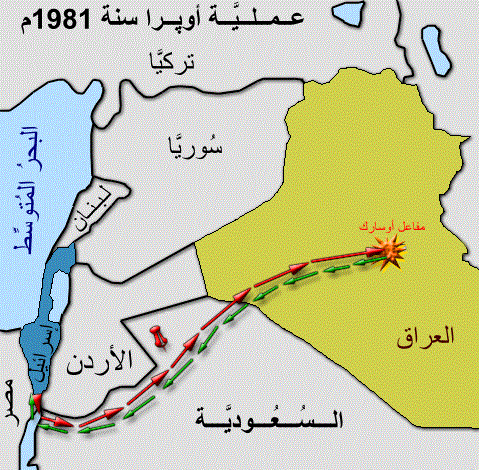
موقع مفاعل تموز العراق ، والطريق الذي سلكته الطائرات الإسرائلية

## النجاة من التلوث الإشعاعي أثر قصف المفاعل
كان من المفترض أنْ يتمَّ تحميل الوقود للمفاعل يوم الأثنين 8-6-1981 لكن مسؤول المفاعل الفرنسي قرّر تحميله بعد وصولهِ مباشرةً من فرنسا (حيث وصل يوم 1-6-1981) إذ تمّ تحميله يوم 3-6-1981 كون يوم الأثنين يصادف يوم 8-6-1981 عيد الخمسين المقدّس وهو عطلةُ رسمية في فرنسا وللعاملين الفرنسيين في المفاعل ولولا هذا لكانت الكارثة من التسرّب النووي الحاصل بسبب إحتراق الوقود سيسبب تلوّث إشعاعي لمنطقة قطرها 120 كيلومتر حول المفاعلين.
الوفيات كانت مقتل 10 عراقيين أثر إنفجار إحدى القنابل عليهم وكذلك وفاة أحد الفرنسيين الخفر المتواجد في غرفة السيطرة الرئيسية للمفاعل تموز1.